# 微頭龍
微頭龍（"Microcephale"）意為「微小的頭部」，屬於厚頭龍科，體型非常小型，生存於晚白堊紀的北美洲，目前狀態為無資格名稱。
微頭龍的化石包含小型部分頭顱骨，長度小於5公分，發現於加拿大亞伯達省的恐龍公園組，地質年代為晚坎潘階。
微頭龍最初是由保羅·塞里諾（Paul Sereno）在1997年提及，在一份厚頭龍科的列表中。但由於還沒有正式的敘述，微頭龍的相關資訊有限，是個非正式的分類單元，尚未有種名。